# Gruzijska vina
Gruzija je jedno od najstarijih vinskih područja na svijetu. Najstariji dokazi o bavljenju vinogradarstvom i vinarstvom na području Zakavkazja datiraju iz razdoblja mlađeg kamenog doba, uglavnom pronađenih u amforama i glinenim posudama u kojima se držalo vino. Zbog duge tradicije i snažne gospodarske uloge u povijesti, vinarstvo je vodeća poljoprivredna grana Gruzije.
Stari gruzijski način proizvodnje vina u pokrajini Kvevri uvršten je 2013. godine na Popis nematerijalne svjetske baštine UNESCO-a.

## Proizvodnja
U bivšem Sovjetskom Savezu, Gruzija je odmah iza Moldavije bila druga zemlja po proizvodnji grožđa i vina. Dok je moldavska proizvodnja zadovoljavala preko 80% sovjetskih potreba, posebno za povoljnim bijelim vinom, Gruzija je uglavnom proizvodila skuplja vina od cijenjenijih sorti u manjim i specijaliziranim vinarijama diljem zemlje, dok se Moldavija usavršila u industrijskoj proizvodnji velikih količina.
Svoja vina Gruzija najviše izvozi u Ukrajinu (preko 7,5 milijuna boca godišnje), Kazahstan (2 mil. boca), Bjelorusiju (1,2 mil. boca), Poljsku (oko 870 tis. boca) i Latviju (oko 600 tis. boca). Gruzija svoja vina izvozi u još 45 država, uglavnom europskih i azijskih.

## Vanjske poveznice
- Gruzijska vinska agencija  Arhivirana inačica izvorne stranice od 5. svibnja 2017. (Wayback Machine) (engl.)
- Gruzijska vinska udruga (engl.)